# Harpactea maelfaiti
Harpactea maelfaiti är en spindelart som beskrevs av Beladjal och Robert Bosmans 1997. Harpactea maelfaiti ingår i släktet Harpactea och familjen ringögonspindlar.
Artens utbredningsområde är Algeriet. Inga underarter finns listade i Catalogue of Life.